# Princeville (Hawaje)
Princeville – jednostka osadnicza w Stanach Zjednoczonych, w hrabstwie Kauaʻi.